# 1960年ローマオリンピックのシンガポール選手団
1960年ローマオリンピックのシンガポール選手団（1960ねんローマオリンピックのシンガポールせんしゅだん）は、1960年8月25日から9月11日にかけてイタリアの首都ローマで開催された1960年ローマオリンピックのシンガポール選手団、およびその競技結果。

## メダル
| メダル   | 選手           | 競技                 | 種目     |
| -------- | -------------- | -------------------- | -------- |
| 銀メダル | Tan Howe Liang | ウエイトリフティング | ライト級 |